# Connector VGA
Un connector VGA (també connector: RGB, D-sub 15, sub mini D15 i D15 mini), és un connector de 15 pins disposats en connector DE-15 de tres files, dels quals n'hi ha quatre versions: (i) connector VGA15 original, (ii) clavilles DDC2, (iii) connector DE-9 (el més antic,) i (iv) Mini-VGA utilitzat per als ordinadors portàtils.

## Descripció
El connector VGA de 15-pin és comú en la majoria de targetes de vídeo, monitors d'ordinador, i televisors d'alta definició, que tenen la norma establerta pels dispositius de connector VGA. En general, es coneix com un "HD-15" o "DE-15", que és la versió de connector d'alta densitat (DB15HD), per a distingir-lo dels connectors de factor de forma similar, però amb només 2 files de pins. connectors VGA i els cables que es fan servir només per a dur els senyals dels components analògics de vídeo: RGBHV (vermell - verd - blau - sincronització horitzontal - sincronització vertical), els senyals Display Data Channel (DDC2), rellotge digital, i dades. Quan la mida del connector és una limitació espai disponible(és a dir, en els ordinadors portàtils), un mini-VGA port de tant en tant es troba en el lloc de les de mida completa connector VGA.
.VESA DDC va redefinir alguns d'aquests pins i se substituint el passador de clau amb el subministrament de +5 V DC. Els dispositius que compleixen amb l'estàndard del sistema amfitrió DDC proporcionen 5V ± 5% i el subministrament és d'un mínim de 300 mA fins a un màxim de 1A. Hi ha quatre contactes que portar els bits d'ID del monitor que van connectats a les quatre potes de control d'una memòria 24C16 (+5 V, massa, Clk, Data)